# Абд аль-Рахман ібн Тахір
Абу Абд аль-Рахман Мухаммад ібн Тахір (араб. خيران الصقلبي; бл. 1034 — 1114) — емір Мурсійської тайфи в 1065—1078 роках, письменник і красномовець.

## Життєпис
Походив з роду Тахіридів. гілки племені кайситів. Син Абу Бакра Ахмада ібн Схак ібн Тахіра аль-Кайсі. Народився близько 1034 року. У 1038 році після захоплення мурсії війська валенсійського еміра Абд аль-Азіза за суттєву допомогу в цій кампанії Абу Бакра ібн Тахіра було призначено валі (намісником) області мурсія. Поступово той набув чималого впливу тут. Абу Абд аль-Рахман Мухаммад наприкінці життя батька допомагав йому в керуванні, а 1063 року успадкував посаду валі.
1065 року, скориставшись поваленням валенсійського еміра Абд аль-Маліка військами Фернандо I, Абд аль-Рахман ібн Тахір оголосив про незалежність Мурсійської тайфи, прийнявши титул еміра.
Проводив мирну політику стосовно сусідів, зосередивши основну увагу на розбудові міст, поліпшенні господарства, підтримці науки та культури, на які витрачав чималі кошти. Разом з тим це призвело до зменшення витрат на військо, що негативно позначилося на обороноздатності тайфи.
У 1077 році севільський візир Ібн Аммар вирішив захопити мурсію, переконавши свого пана аль-Мутаміда укласти військову угоду з Рамон-Беренгером II, графом Барселони. Сам Ібн Аммар вирушив з посольством до Абд аль-Рахман, щоб відвернути його увагу. Втім перед самим початком кампанії між очільниками барселонського і севільського війська стався конфлікт, внаслідок чого плани зірвалися. Втім 1078 року Ібн Аммар розпочав нову кампанію, блокувавши Мурсію. Внаслідок голоду Абу Абд аль-Рахман Мухаммад мусив здатися, а його тайфа увійшла до складу Севільської держави.
Надалі тримався у фортеці, лише за допомогою Абу-Бакра, еміра Валенсії, ібн Тахіру за різними версіями: вдалося втекти або його звільнено на прохання Абу-Бакра. Тут мешкав до 1094 року, коли владу в Валенсії захопив Сід Кампеадор, втікши до Шаттаби. У 1102 році з захопленням Валенсії Альморавідами повернувся сюди. Помер тут 1114 року.

## Творчість
Абу Абд ар-Рахман добре розбирався в науці, літературі та поезії. був автором творів, для яких було характерним застосування гумору. висловів відомим осіб. Його літературний стиль схожий був до стилю письменника Ас-Сахіба ібн Аббада.
Під час правління в Мурсії створив науково-літературний ґурток при своєму дворі, куди запрошував поетів, письменників. філософів, красномовців.